# Julie Bresset
Julie Bresset (Saint-Brieuc, 9 juni 1989) is een Franse moutainbikester. Ze vertegenwoordigde haar land op de Olympische Spelen van 2012 in Londen. Bresset won de gouden medaille op het onderdeel cross country. Met een leeftijd van 23 jaar is zij de jongste medaillewinnares ooit op dit onderdeel.

## Carrière

### Jeugd
Haar eerste titel dateert van 2007, toen werd ze nationaal kampioen bij de junioren. Een jaar later stapte ze over naar de beloften. Haar eerste jaren waren moeilijk maar op het EK 2009 werd ze 3de, dit herhaalde ze op het WK.
Echt doorbreken deed ze pas in 2011, toen pakte ze de wereldtitel bij de U23.

### Start profcarrière
Vanaf 2010 reed ze op regelmatige basis bij de profs. Zo werd ze in zowel 2010 en 2011 al Frans kampioen terwijl ze nog bij de belofte hoorde te rijden. In 2011 won ze ook 5 manches en het eindklassement van de Wereldbeker.

### Doorbraak
In 2012 reed ze definitief bij de profs. Dit seizoen waren de spelen in Londen het grote doel. Ze won, ze haalde het met grote voorsprong van Sabine Spitz en Georgia Gould. Later dat jaar werd ze ook nog wereldkampioene.

## Overwinningen

### Prof
| Seizoen | Wereldbeker                                      | Kampioenschappen | Overige                                    | Totaal aantal zeges |
| ------- | ------------------------------------------------ | ---------------- | ------------------------------------------ | ------------------- |
| 2010    |                                                  | FK               |                                            | 1                   |
| 2011    | Dalby Forest, Offenbourg, Windham Eindklassement | FK               |                                            | 5                   |
| 2012    | Nove Mesto                                       | WK, FK           | OS, Boom, Saint-Raphaël                    | 6                   |
| 2013    |                                                  | WK, FK           | Saint-Raphaël, Sankt-Vith Locminé, Guiyang | 6                   |

1996: Paola Pezzo ·
2000: Paola Pezzo ·
2004: Gunn-Rita Dahle ·
2008: Sabine Spitz ·
2012: Julie Bresset ·
2016: Jenny Rissveds ·
2020: Jolanda Neff ·
2024: Pauline Ferrand-Prévot